# Partido Polar
El Partido Polar (groenlandés: Issittup Partiia) fue un partido político nacionalista y conservador de Groenlandia liderado por Nikolaj Heinrich.

## Historia
El partido obtuvo un solo escaño en las elecciones de 1987 , el cual mantuvo en las elecciones de 1991. Sin embargo, en las elecciones de 1995 solo recibió 90 votos, perdiendo su escaño en el Parlamento.
| Año  | Votos      | %    | Resultado | +/-         | Gobierno           |
| ---- | ---------- | ---- | --------- | ----------- | ------------------ |
| 1987 | 1.119 (#4) | 4,84 | 1/26      |             | Oposición          |
| 1991 | 706 (#5)   | 2,82 | 1/27      | Sin cambios | Oposición          |
| 1995 | 90 (#6)    | 0,35 | 0/31      | 1           | Extraparlamentario |